# カックラキン大放送!!
『カックラキン大放送!!』（カックラキンだいほうそう）は、1975年4月4日から1986年3月28日まで日本テレビ系列で毎週金曜 19:30 - 20:00 (JST) に放送されていたバラエティ番組である。
ここでは1986年4月25日から同年9月26日まで同系列で放送された後継番組『カックラキン決定版!』（カックラキンけっていばん）についても記す。

## 概要

### マチャアキ・二郎のシチュエーション
本番組が生まれたきっかけは、演出の白井荘也が所用で大阪に行った際、藤山寛美の松竹新喜劇を見たことで、「それなら俺は東京新喜劇を作る」と思い立ったことだったという。当初は『コント55号のなんでそうなるの?』の補完番組として、1975年4月より半年間の放送予定で坂上二郎・野口五郎・研ナオコをメインキャストに据えてスタート。その後、半年間『コント55号のなんでそうなるの?』が放送された後、1976年4月より同じく二郎・五郎・ナオコのトリオを引き続き起用して第2シリーズがスタートした。

元々、第2期も第1期と同様に半年間の予定で放送枠を確保しており、秋からはこれまでコント55号と約半年ずつ交互に同時間枠で番組を受け持ってきた堺正章を久々にメインに据えた別のバラエティー番組を制作する意図があったが、スタート当初から視聴率も堅調に推移していたこともあり、秋以降も正式のレギュラー番組として定着。

同番組の継続が決まったため、堺が司会の新番組の話は流れたが、その代替策として、1977年春でスケジュールの都合で一旦レギュラーから外れることになった五郎の後任として同番組のメインキャストとして堺を新たに起用した。

### 新御三家レギュラー時代（番組の黄金期）
やがて新御三家の中で日本テレビが支援する野口五郎が主役になり、その人柄の良さやタレント性を視聴者にアピールする番組となった。特に、1978年春に堺が降板してからは、同じく新御三家の郷ひろみが新たに加わり、1980年代前半にかけてほぼ1年交互でメインキャストとして活躍。さらに西城秀樹も時折ゲスト、またメインである五郎や郷がスケジュールの関係で休演する際はピンチヒッターのメインキャストで出演し、アイドル歌手がメインのお笑いバラエティ番組としての地位を築いていった。

また、1980年から起用された高田みづえは同番組でのレギュラー出演を通してコメディエンヌとしての才能を開眼。同番組出演をきっかけに、1980年代前半にかけて歌手だけにとどまらない活躍で幅広い層からの人気を獲得していった。

### トシ・マッチレギュラー時代・終焉
1984年春から、番組もリニューアルして、長年メインを張ってきた五郎・郷に代わり近藤真彦がメインに据えるようになった。更に1985年4月には、かつての番組レギュラーだった堺が復帰し、同時に近藤に替わって田原俊彦が出演するようになった。番組開始当初からレギュラーの二郎や車だん吉が降板するなどのリニューアルを行った。
1986年3月28日を以って『カックラキン大放送!!』としては終了。同日の最終回では、堺が「お礼の意味を込めてと言っちゃなんですけど」として、収録当日にスタジオの中にあるセットの品物を観覧客に差し上げようということになったことを発表。堺が「それじゃ、皆さんどうぞ、ケガをしない・・・」と言い終わる前に観覧客が歓声を上げてステージに殺到しセットの奪い合いとなった。
1986年4月25日からは再び近藤をメインに据え、番組タイトルを『カックラキン決定版!』に改めた。内容も、コントを減少させてスタジオでのトークなどの企画ネタを増やすようになり、さらに番組の顔だったナオコがこの再度のリニューアルを機に降板するなど大幅な変更が行われたが、11年間・全511回にわたって放送された番組シリーズは1986年9月19日をもって幕を閉じた。『決定版!』の最終回ではエンディングで堺が歌唱した後、スタジオの観客に向けて堺が挨拶する様子をバックに五郎・井上・坂上からのVTRコメントを流した。

### 再放送・放送ライブラリーでの閲覧・ソフト化
歴代レギュラー陣の内1984年から1986年のメインキャストだった近藤と田原、1976年から1977年に出演していた川崎麻世は本放送時ジャニーズ事務所に所属しており、肖像権での絡みから再放送は一切行われなかったが、2009年12月から2014年6月までCS放送日テレプラスで再放送されていた。ただし、第1回目から放送するのではなく、前述の黄金期に放送され、かつ現存する回の中から著作権・肖像権上差し支えない回を選んで放送。実質上「傑作選」形式での放送となっている。また、2011年12月よりファミリー劇場が放送権を獲得し、日テレプラスと同様の傑作選方式で放送を行っている。
放送ライブラリーでは、1985年4月19日放送分を閲覧することができる。
2021年12月22日発売の松本伊代のアルバム『トレジャー・ヴォイス [40th Anniversary Song Book] -Dedicated to Kyohei Tsutsumi 』の生産限定版付属DVDの日本テレビ映像集にて、本番組での歌唱映像が併録されている

### 番組名の由来
番組名の『カックラキン』の由来について、番組プレゼンテーションでは「（放送日から）カックラ金曜日」との説明があった。実際には、番組スタッフが使う神楽坂の料亭にきんさんという面白い人がいて、いつもお客を笑わせていたため、その人の呼び名「かぐらざかのきんさん」をヒントにして付けたとされている。演出の白井荘也によると、これは上司の案だったということで上司の言うことは絶対であり、このタイトルに「大放送」を付けたのは「せめてもの俺なりの抵抗」と話している。

## レギュラー・準レギュラー
- 坂上二郎 - 第1期、及び1976年4月〜1981年3月、1982年4月〜1983年3月、1984年4月〜1985年3月までレギュラー
- 野口五郎 - 第1期、及び1976年4月〜1977年3月、1977年10月〜1979年3月、1980年4月〜1981年3月、1982年4月〜1983年3月までレギュラー（郷ひろみと1年交替でレギュラー出演）。その後も1985年まで準レギュラーとして複数回出演。
- 研ナオコ - 第1期、及び1976年4月〜1977年9月（不祥事による一時降板）、1978年4月〜1980年6月、1980年10月〜1983年3月、1984年1月〜1986年3月までレギュラー。
- 堺正章 - 1977年4月〜1978年3月、1985年4月〜1986年9月までレギュラー（1978年4月以降も準レギュラーとして複数回出演）。
- 井上順 - 1977年10月〜1978年3月（研ナオコの不祥事に伴う代役として出演）、1981年4月〜1982年3月（一時降板した坂上二郎の後任として出演）、1983年4月〜1985年3月（坂上二郎の後任→坂上とのダブルキャスト）までレギュラー。
- 郷ひろみ - 1979年4月〜1980年4月、1981年4月〜1982年3月、1983年4月〜1984年3月までレギュラー（野口五郎と1年交替でレギュラー出演）。その後も1985年まで準レギュラーとして複数回出演。
- 高田みづえ - 1980年6月〜10月まで（一時降板した研ナオコの後任として出演）、1981年10月〜1985年6月まで（研ナオコとのダブルキャスト）レギュラー。
- 近藤真彦 - 1984年4月〜1985年3月まで（郷ひろみの後任として参加）、及び『決定版!』レギュラー。
- 田原俊彦 - 1985年4月〜1986年3月までレギュラー（近藤真彦の後任として参加）。
- 柳沢慎吾 - 1985年春からレギュラー（車だん吉の後任として参加）。
- 高見知佳 - 1985年7月〜 1986年9月までレギュラー（高田みづえの後任として参加）。
- 車だん吉 - 第1期、及び1976年4月〜1985年春までレギュラー。病気療養のため降板。
- ラビット関根（現：関根勤） - 1977年〜1986年3月までレギュラー。
- 小林麻美 - 第1期レギュラー。
- 岡田奈々 - 1976年4月〜9月までレギュラー。
- 川崎麻世 - 1976年10月1日〜1977年までレギュラー。
- 芦川よしみ - 1976年10月1日〜1977年9月までレギュラー。
- 太川陽介 - 1977年〜1979年秋までレギュラー。
- 岡田有希子 - 1985年〜1986年までレギュラー。
- 西城秀樹 - 準レギュラー（主に五郎・郷の休演時のピンチヒッター）として複数回出演。
- 森昌子 - 1980年頃まで準レギュラーとして複数回出演
- 石野真子 - 1979年〜1980年頃まで準レギュラーとして複数回出演
- 桜田淳子 - 1982年頃まで準レギュラーとして複数回出演
- あおい輝彦 - 初期（1976年頃）に準レギュラーとして数回出演
- ゴールデンハーフスペシャル（ダンサー） - メンバーの「トミー」はその後単独でレギュラー。
- イーグルス（ダンサー）
- 徳光和夫（当時日本テレビアナウンサー） - ナレーション・提供スポンサー読みを主に担当していたが、顔出し出演をすることもあった。

## 番組内のコーナー
オープニング
- 1976年 - 1977年頃：五郎、二郎、ナオコが1人ずつ登場し、オープニングテーマ「これから始まるカックラキンの大放送」を歌う。5（五郎）+2（二郎）＝7（ナオコ）を表現したセットがあった。
- 1977年 - 1978年3月：大きなカンカン帽のセットが開いて中から出演者が登場し、堺がバンジョーを弾きながらオープニングテーマを歌い、続いて出演者全員で歌う。その後ゴールデンハーフスペシャルが踊る映像に切り替わり番組名のコールやスポンサーが紹介される。
- 1978年4月 - 1979年：大きなコーヒーカップのセットが開いて中から五郎、ナオコ、二郎が登場し、オープニングテーマを歌いながらセットを降りてくる。
- 1979年以降：その時々のヒット曲をシャレのめしたコントを放送。毎回オチはラビット関根がひどい目（その殆どが落下オチ）に遭い、その様子をバックにスポンサーが紹介されていた（一時、太川陽介が代役で出演したことがある）。スポンサーテロップの表記中には早送りと巻き戻し再生などを行っていた。1979年には出演者がモノマネに挑戦する「カックラものまね大賞」を多く行っていたが、1980年には「カックラ オープニング★ショー!!」になった。ちなみに、最初のシーンでは出演者のイラストが表示されていた。

お笑いお茶の間劇場
ホームドラマ形式のメインコントで、これのみコーナータイトルはナオコがコール担当。愛妻・くまを亡くした父親（二郎）が男手ひとつで長男（堺）、次男（井上）、長女（ナオコ）を育て、お手伝い（みづえ）、下宿人（五郎など）、美容師の弟（だん吉）、店員（関根）に囲まれながら暮らすという設定。ただし、長男と次男はめったに出てこなかった。また、長男の家のパン屋が舞台だった時期（1977年秋 - 1978年3月）や次男の家のおもちゃ屋が舞台だった時期（1981年度）もある。メインキャラや常連ゲストには毎回共通の職業設定があり、例としてあげると五郎は「〈日の本テレビ〉のディレクター」、郷は「〈モーニング企画〉の部長」、秀樹は「だん吉の元で働く美容師」か「五郎のコネで来訪したスター」、みづえ・森昌子は「郷の妹」、山口百恵がゲスト出演した時は「五郎の元で働くAD」として登場していた。だん吉が登場する際は、毎回必ずといっていいほど「兄さん兄さん兄さん兄さん!!」と叫ぶのも番組の名物となっていた。タイトルは毎回テレビ番組のタイトルのパロディで、新聞のテレビ欄にもこのタイトルが書かれていたが、内容は元ネタとそれほど関係なく、むしろタイトルのいじられた部分が内容のカギとなった（例：毎日放送『アップダウンクイズ』のパロディだった「アップダウンオヤジ」では、二郎が宙釣りになって上下していた場面があった）。
お笑いカックラ劇場
1985年度のメインコントで、『お笑いお茶の間劇場』の後継コーナー。マチャアキが社長を務める便利屋「レンタルハンド」（社員は田原・ナオコ・関根）を舞台に依頼人等とのドタバタが繰り広げられる。
ナオコお婆ちゃんの縁側日記
ナオコ扮する老婆と五郎など若手男性レギュラー扮する孫の会話コント。1978年春開始のPART IIでは「なぞなぞむし」なるキャラクターを生んだ（当初はナオコ婆の歌の中に出てくるだけで実体がなかったが、1978年秋頃からパペットキャラが登場するように）。もちろんなぞなぞも披露している。なお、おばあちゃんの役名は「研タマ」であり、「ナオコ」ではない。また、PART IIIは「パートスリー」ではなく「パートサン」（「婆さん」と掛けている）と読む。
刑事シリーズ
刑事ドラマのパロディコント。「刑事」とはいうものの、「探偵」を主人公にする事もある。またそのタイトルは、（一部を除き）海外の刑事ドラマをもじっている。
- 野口五郎主演：刑事ゴロンボ / ゴロンボ時代 刑事編 / 特捜刑事ゴロンボ（1982年度）
- 郷ひろみ主演：名探偵Mr.GOO!!（ミスターグー…1979年度） / 特捜刑事グッとクルーゾー→特捜刑事グー（1981年度）
- 西城秀樹主演：名探偵ミスター西!!（サイ…1979年6月上旬、1980年2月下旬） / 刑事サイジョー（1980年9月）
- 近藤真彦主演：潜入刑事シャドー81 / 特捜刑事!それ行けスリッパー!!（1984年度）
- 田原俊彦主演：刑事ダーティー・トシ（1985年度）

このコーナーにおいて犯人役のラビット関根がカマキリ拳法を披露する（1979年1月5日放送の「新刑事ゴロンボ PART II」“クルトラマン殺人事件!!”にて初披露）。このギャグはこの番組がきっかけ。また、被害者役の車だん吉の殺されっぷりも話題になった。流れとして「だん吉が殺される→刑事のパートナー（ナオコが演じる「ナンシー」やみづえが演じる「ミッシー」）が刑事を呼ぶ→刑事が到着後現場検証を行なう→関根が現れて職務質問される→犯人とバレて、拳法を繰り出す→関根の自滅」というのが毎回のパターンだった。また「名探偵Mr.GOO!!」からは、刑事登場のBGM終了時に観客が刑事の役名を呼ぶことが恒例となった。
2010年1月8日放送の『おもいッきりPON!』で、五郎とナオコによる芸能生活40周年ジョイントツアーの話題を取り上げた際、1979年2月16日放送の「新刑事ゴロンボ PART II」“ドクターゴロンボ登場”（ゴロンボとナンシーが病院を潜入捜査する内容）の映像が流された。
2014年に放送された関根がレギュラー出演した特撮番組『烈車戦隊トッキュウジャー』では、第20駅で関根扮する「車掌」がカマキリ拳法のポーズをやり、また「車掌」が右手に持つ人形「チケット」がカマキリのコスプレをした。
堺先生のドクター記録
やたらメスを患者に入れまくる（というよりは刺しまくる）医師が主人公の医療コント。看護師役は芦川よしみ、患者役はだん吉。『マチャアキのガンバレ9時まで!!』内の外科医コントを承継。1980年6月からのナオコ一時降板時には、五郎が副院長役で参加していた。堺がレギュラー出演している時は必ず放映され、番組末期の1985年度にも行われていた（放送ライブラリーの映像より）。オープングテーマは「ベン・ケーシーのテーマ」。岡田有希子が新任看護師として出演した事もある。
2012年2月27日放送の『人生が変わる1分間の深イイ話』で、堺の出演回（放送回不明）の映像（他にお笑いお茶の間劇場などの映像も）が流された。
順ライブオンステージ
井上が指揮者となるオーケストラ楽団のコント。
コーナーの合間
コーナーの合間（刑事シリーズ内の場合もあり）には、レギュラー出演者やゲスト出演者が歌を披露する。基本的に、歌の演奏はオーケストラの生演奏で、歌は1番の歌詞のみを歌う。歌のイントロ部分では、徳光のナレーションが入り歌手の近況などを述べるほか（1980年代に入ってから?）、常に歌詞テロップを表示していた。曲の始まりと終わりのほか、歌い出しの部分でも拍手が入っていた。また、堺がレギュラー時代には堺扮する小学生“尻間千太郎”（『マチャアキのガンバレ9時まで!!』からのスピンオフ）が、1979年には関根とだん吉扮するおすぎとピーコのパロディキャラ“おまつとパーコ”が、1982年にはナオコ扮する千太郎のリバイバルキャラ“伊谷見優子”が歌の終了後に現れて、歌手（主に女性アイドル）とのトークを繰り広げた。
エンディング
番組開始当初（第2期）は出演者がステージに集合しエンディングテーマを歌う。最後に五郎が軽いジョークを言って締め括っていた。
1977年から1978年3月まではカンカン帽のセットに出演者が集合してエンディングテーマを歌い、堺がトークをした後にカンカン帽が閉まる。カンカン帽が閉まると同時に背景（都会の夜景）のビルに「また来週」と電光表示された。
1978年4月からコーヒーカップのセットに集合し、エンディングテーマ歌い、トークをした後カップが閉まり、ファンファーレと共に（カップの表面に取り付けられた）「また来週」の文字が出ていたが、翌週が野球中継や特番休止の場合等文字が出ない回もあった。さらに、日本テレビGスタジオでの収録が行われていた場合には、セット中央のスポットライトのシャッターの中に隠れていて、それを閉じると「来週も見てネ！」の猫のイラストが出ていた時期もあった。
五郎が「コーラス・ライン」を売り出していた頃（1980年）は、同曲がそのままエンディングテーマとなっていた。
1980年代前半頃からは「哀しみのソレアード」（1980年夏より「コーラス・ライン」の後を受けて使用）が流れる中、出演者がステージセットの階段に座りながらトークを行っていた。末期ではステージセットの階段が虹のようにカラフルに光る演出もされていた。
1976年以降は、本編終了後の提供クレジット（ブルーバック）のバックにダウン・タウン・ブギウギ・バンドの「ア!ソウ」が使われた。

## スタジオ
- 当初は中野サンプラザや調布市グリーンホールなど主に首都圏の大ホールで原則2本撮りの公開収録が行われていたが、アイドルへの声援でセリフのやりとりができなくなったため、後期では麴町の日本テレビ本社Gスタジオでの収録（日時・内容によって公開または非公開を決定）に変更された。
  - 収録日は木曜日の事が多く、同じ木曜日の生放送番組『ザ・ベストテン』（TBS系列）に当番組収録後の歌手が会場から直行して出演したり[4]、番組収録場所に『ザ・ベストテン』の「追っかけマン（TBSの中継リポーター）」が来訪し収録場所から生中継したこともあった[5]。
- レギュラーの一人であった五郎は、「あれは生放送をやってるかの様に収録して、日によっては2本撮りもあった」と、こう振り返っている[1]。

## スタッフ
- 構成：出倉宏、源高志、玉井冽、鵜沢茂郎
- 音楽：永作幸男
- 演奏：ガッシュ・アウト
- コーラス：マーガレット、COSMOS、ラブリーズ
- 振付：西条満
- イラスト：マンガ太郎
- 技術：須田昌宏、大熊昇、古井戸博、河原和夫、小林輝昭
- 照明：横田五百男、松山正則、大川俊行
- 美術：志村靖夫、道勧英樹
- コーディネート：高田修司、町山宏、加納和彦
- 音楽効果：三神直
- ディレクター：草野公、中西邦夫、西田弘一、面高昌義
- プロデューサー：笈田光則、岡崎和彦
- 制作・演出：白井荘也※途中から制作（現在のチーフプロデューサーに相当）を兼務。
- 製作著作：日本テレビ

## ネット局
系列はネット終了時点（1986年9月）のもの。
| 放送対象地域           | 放送局             | 系列                                         | 放送日時                                                                                  | 備考 |
| ---------------------- | ------------------ | -------------------------------------------- | ----------------------------------------------------------------------------------------- | --- |
| 関東広域圏             | 日本テレビ         | 日本テレビ系列                               | 金曜 19:30 - 20:00                                                                        | 製作局 |
| 北海道                 | 札幌テレビ         | 日本テレビ系列                               |                                                                                           | |
| 青森県                 | 青森放送           | 日本テレビ系列 テレビ朝日系列                | 金曜 19:30 - 20:00                                                                        | |
| 岩手県                 | テレビ岩手         | 日本テレビ系列                               | 金曜 19:30 - 20:00                                                                        | 1980年3月まではテレビ朝日系列とのクロスネット局                                                                                |
| 秋田県                 | 秋田放送           | 日本テレビ系列                               | 金曜 19:30 - 20:00                                                                        | |
| 宮城県                 | ミヤギテレビ       | 日本テレビ系列                               | 金曜 19:30 - 20:00                                                                        | 1975年9月まではNETテレビ系列とのクロスネット局                                                                                 |
| 山形県                 | 山形放送           | 日本テレビ系列 テレビ朝日系列                | 金曜 19:30 - 20:00                                                                        | 1980年3月までは日本テレビ系単独加盟局                                                                                          |
| 福島県                 | 福島中央テレビ     | 日本テレビ系列                               | 金曜 19:30 - 20:00                                                                        | 1981年9月まではテレビ朝日系列とのクロスネット局                                                                                |
| 山梨県                 | 山梨放送           | 日本テレビ系列                               | 金曜 19:30 - 20:00                                                                        | |
| 新潟県                 | 新潟総合テレビ     | フジテレビ系列 日本テレビ系列 テレビ朝日系列 | 水曜 19:00 - 19:30（第2期開始時点）（5日遅れ）                                            | 1981年3月25日(日本テレビ放送分では同年3月20日)まで                                                                             |
| 新潟県                 | テレビ新潟         | 日本テレビ系列                               | 金曜 19:30 - 20:00                                                                        | サービス放送開始後の1981年3月27日から                                                                                          |
| 長野県                 | 信越放送           | TBS系列                                      | 金曜 19:30 - 20:00（1982年3月26日まで。1982年4月から時差ネット）                          | 1984年3月29日まで |
| 長野県                 | テレビ信州         | テレビ朝日系列 日本テレビ系列                |                                                                                           | 1984年4月9日から |
| 静岡県                 | 静岡放送           | TBS系列                                      | 日曜 18:00 - 18:30（第2期開始時点）→土曜 17:30 - 18:00                                    | 1979年9月まで |
| 静岡県                 | 静岡第一テレビ     | 日本テレビ系列                               |                                                                                           | 1979年10月から 同年7月に開局したが、スポンサーとの兼ね合いで3か月遅れて移行した                                                |
| 富山県                 | 北日本放送         | 日本テレビ系列                               |                                                                                           | |
| 石川県                 | 北陸放送           | TBS系列                                      | 金曜 19:30 - 20:00（1984年3月まで。1984年4月から時差ネット）                              | 1985年9月まで |
| 石川県                 | 石川テレビ         | フジテレビ系列                               | 土曜 17:30 - 18:00                                                                        | 『カックラキン決定版!』のみ1986年9月27日まで放送                                                                               |
| 福井県                 | 福井放送           | 日本テレビ系列                               |                                                                                           | |
| 中京広域圏             | 中京テレビ         | 日本テレビ系列                               | 日曜 18:30 - 19:00（第1期および第2期の1977年3月まで） 金曜 19:30 - 20:00（1977年4月から） | |
| 近畿広域圏             | 読売テレビ         | 日本テレビ系列                               |                                                                                           | |
| 鳥取県・島根県         | 日本海テレビ       | 日本テレビ系列 （テレビ朝日系列）            |                                                                                           | |
| 広島県                 | 広島テレビ         | 日本テレビ系列                               | 月曜 19:00 - 19:30（第1期） 金曜 19:30 - 20:00（第2期）                                   | 1975年9月まではフジテレビ系列とのクロスネット局だったため、第1期は遅れネットで放送 第2期はフルネット化後のため同時ネットで放送 |
| 山口県                 | 山口放送           | 日本テレビ系列 テレビ朝日系列                |                                                                                           | 1978年9月までは日本テレビ系単独加盟局                                                                                          |
| 徳島県                 | 四国放送           | 日本テレビ系列                               |                                                                                           | |
| 香川県 →香川県・岡山県 | 西日本放送         | 日本テレビ系列                               |                                                                                           | 当初の放送免許は香川県のみ 1983年4月から電波相互乗り入れで岡山県でも放送                                                       |
| 愛媛県                 | 南海放送           | 日本テレビ系列                               |                                                                                           | |
| 高知県                 | 高知放送           | 日本テレビ系列                               |                                                                                           | |
| 福岡県                 | 福岡放送           | 日本テレビ系列                               |                                                                                           | |
| 長崎県                 | 長崎放送           | TBS系列                                      |                                                                                           | 1984年3月まで |
| 長崎県                 | テレビ長崎         | フジテレビ系列 日本テレビ系列                |                                                                                           | 1984年4月から |
| 熊本県                 | 熊本放送           | TBS系列                                      |                                                                                           | 1982年3月まで |
| 熊本県                 | くまもと県民テレビ | 日本テレビ系列                               |                                                                                           | 1982年4月開局から |
| 大分県                 | テレビ大分         | フジテレビ系列 日本テレビ系列 テレビ朝日系列 |                                                                                           | |
| 宮崎県                 | 宮崎放送           | TBS系列                                      |                                                                                           | |
| 鹿児島県               | 南日本放送         | TBS系列                                      |                                                                                           | 1982年9月まで |
| 鹿児島県               | 鹿児島テレビ       | フジテレビ系列 日本テレビ系列                |                                                                                           | 1982年10月から |
| 沖縄県                 | 沖縄テレビ         | フジテレビ系列                               |                                                                                           | |